# 長谷川聰哲
長谷川 聰哲（はせがわ としあき、1948年 - ）は、日本の経済学者。中央大学名誉教授。専門は国際経済学。

## 略歴
北海道出身。1971年拓殖大学商学部貿易学科卒業。1973年慶應義塾大学大学院商学研究科国際経済学専攻修士課程修了、1976年同博士課程単位取得退学。
1975年拓殖大学商学部副手、1978年専任講師、1981年助教授。1989年中央大学経済学部助教授、1990-2019年教授。
ハーバード大学経済学部・同国際問題研究所客員研究員、ブランダイス大学国際経済・金融大学院客員研究員、財務省（旧:大蔵省）税関研修所兼任講師、北京大学客員教授、清華大学客員教授などを歴任。全日本学生自動車連盟顧問（2010年～現在）、同連盟会長(2005-2010)。

## 著書

### 共著
- 『購買力平価と為替レート』（文眞堂, 1984年）
- 『世界経済の新形成と日本』（文眞堂, 1991年）

### 編著
- 『APEC地域主義と世界経済』（今川健, 坂本正弘共編, 中央大学出版部, 2001年）
- 『APECの市場統合』（中央大学出版部, 2011年）
- 『アジア太平洋地域のメガ市場統合』（中央大学出版部, 2017年）

### 翻訳
- メルビン・クラウス『図解・国際経済学』（文眞堂, 1981年）
- ジェームズ・M・ブキャナン『財政赤字の公共選択論』（加藤寛監訳, 文眞堂, 1990年）
- チャールズ・P・キンドルバーガー『国際資本移動論』（多賀出版, 1991年）
- ブルーノ・S・フライ『国際政治経済学』（文眞堂, 1996年）
- クロッパー・アーモン『経済モデルの技法』（篠井保彦, 今川健共訳, 日本評論社, 2002年）
- ダグラス・A・アーウィン『米国通商政策史』（監訳，文眞堂, 2022年）